# Agenzia di Cutch
L'Agenzia di Cutch (in inglese: Cutch Agency) era una agenzia dell'India britannica.

## Storia
L'agenzia venne costituita nel 1819 quando lo Stato di Cutch divenne un protettorato inglese.
Il capitano James MacMurdo fu il primo agente politico nominato, come collettore e residente di Cutch. Egli lavorava dal suo ufficio con sede ad Anjar mentre la capitale dell'Agenzia era posta a Bhuj.
La progressiva prosperità acquisita da Cutch venne devastata da una carestia nel 1899-1900,; tra il 1891 ed il 1901 la popolazione decrebbe da 558.415 abitanti del 1891 a 488.022 del 1901, proprio a causa di questa carestia.
Il 10 ottobre 1924 l'Agenzia di Cutch venne abolita ed unita all'Agenzia degli Stati dell'India Occidentale.